# Aquila rapax
L'aquila rapace (Aquila rapax (Temminck, 1828)) è un uccello rapace della famiglia degli Accipitridi diffuso nell'Africa subsahariana e in India.

## Descrizione

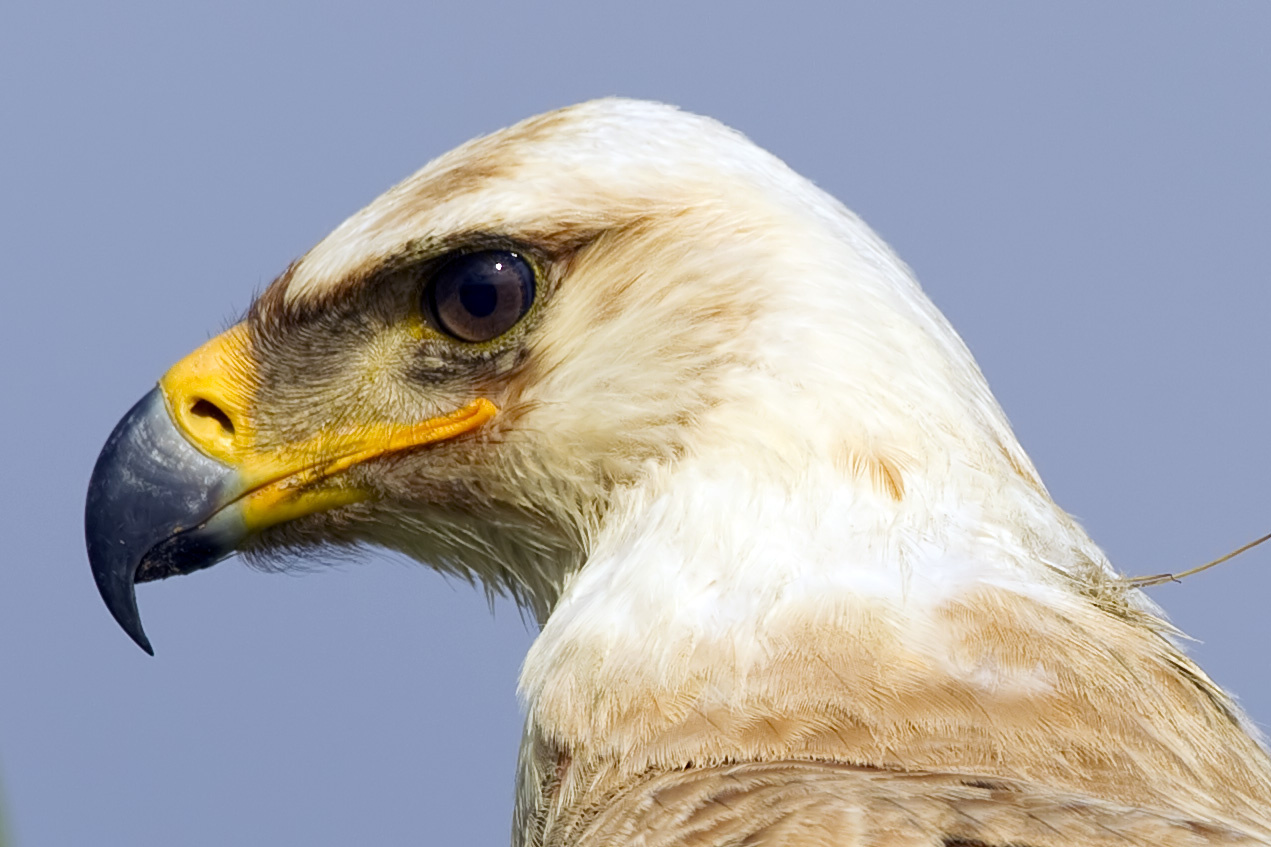
Primo piano della testa.

### Dimensioni
Misura 60–75 cm di lunghezza, per un peso di 1600-3100 g; l'apertura alare è di 159–183 cm.

### Aspetto
Le aquile rapaci sono più piccole e più chiare delle aquile delle steppe, con le quali venivano raggruppate in una specie unica fino a non molto tempo fa. Gli adulti non presentano una colorazione uniforme: tralasciando le varie fasi, il loro piumaggio presenta diverse sfumature di marrone, dal marrone scuro al marrone chiaro. Gli individui più scuri sono i più caratteristici, in quanto esibiscono una bella sfumatura fulva che non è presente in nessun'altra specie di aquila. Le remiganti e la coda sono nerastre, mentre linee e strisce chiare ornano le copritrici alari. La parte bassa del dorso è nettamente più chiara rispetto al resto della livrea. L'iride è marrone, il becco giallo con la punta nera. Le femmine sono molto più grandi dei maschi, ma per il resto il piumaggio è identico. I giovani e gli immaturi del primo anno hanno un piumaggio meno contrastante rispetto a quello dei loro genitori: è molto chiaro, quasi biancastro, specialmente sulle parti inferiori.

### Voce
Le aquile rapaci sono di solito piuttosto silenziose, a meno che non siano infastidite o eseguano parate nuziali. Il loro grido più comune viene descritto come un kwokkwok rude. A volte le aquile gridano durante i loro atti di parassitismo ai danni di altre specie. Le femmine nel nido emettono dei richiami per reclamare il cibo.

## Biologia

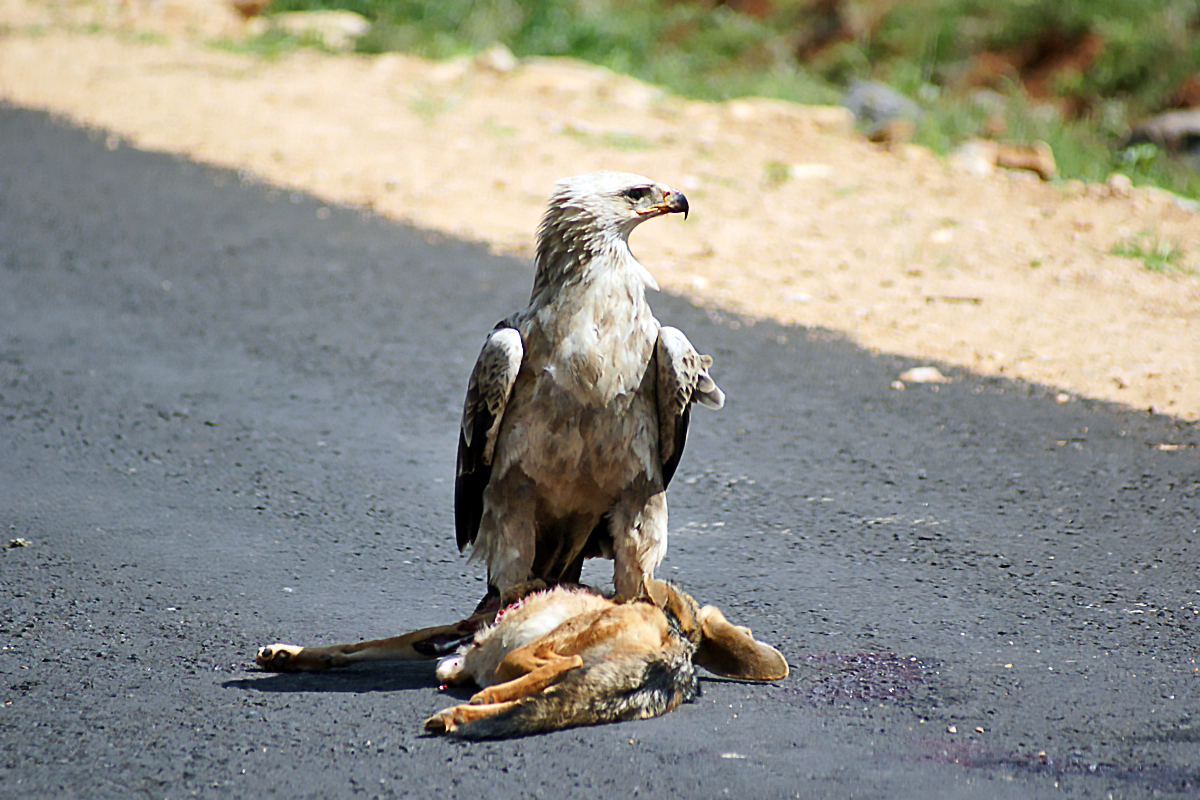
Esemplare con uno sciacallo dalla gualdrappa investito su una strada dell'Etiopia.

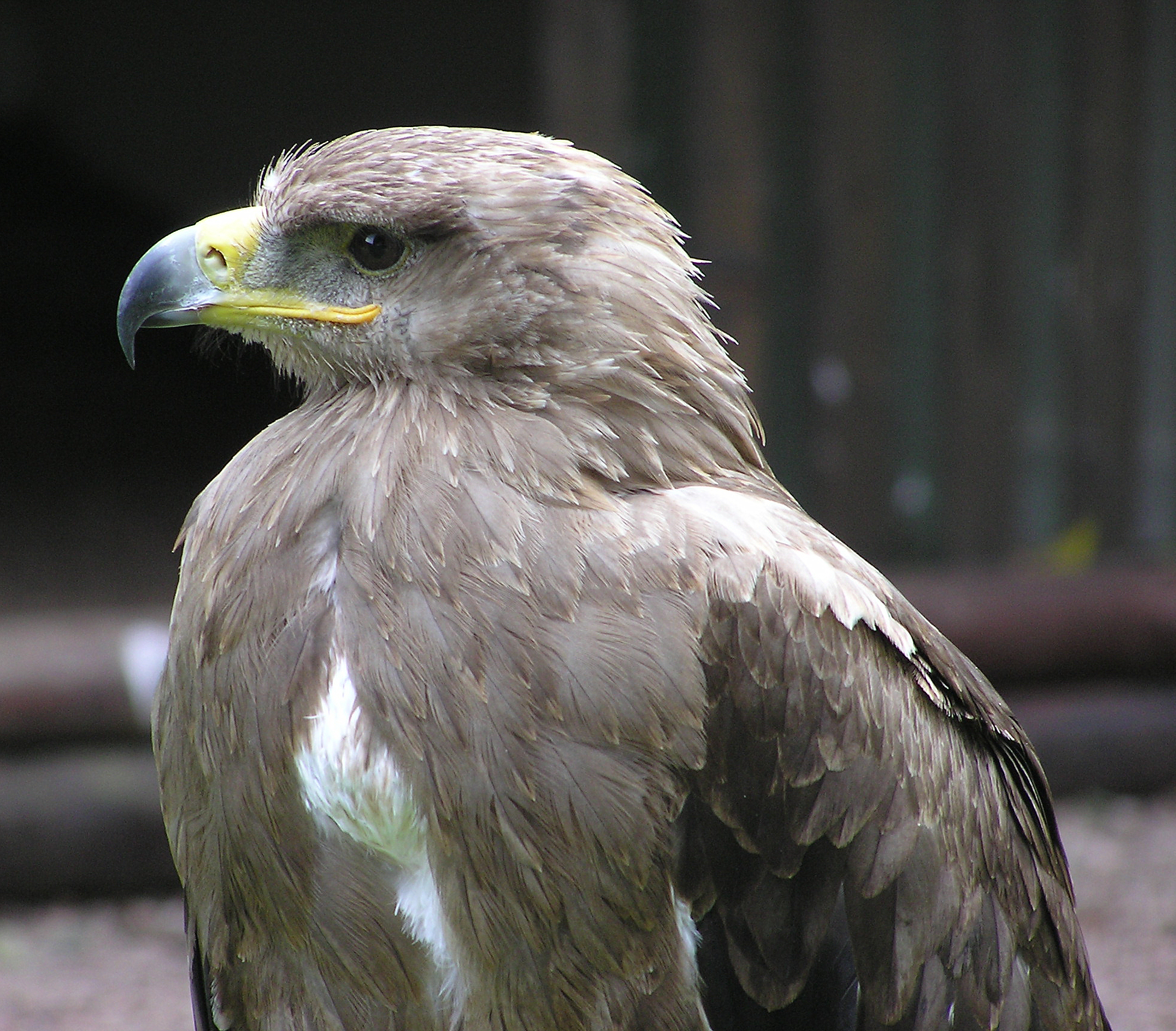
Esemplare al Combe Martin Wildlife and Dinosaur Park (Inghilterra).

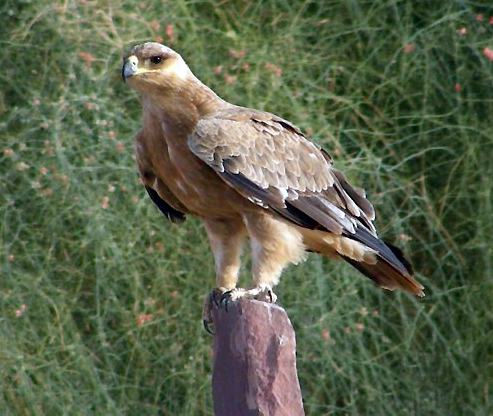
Esemplare a Jaisalmer (India).

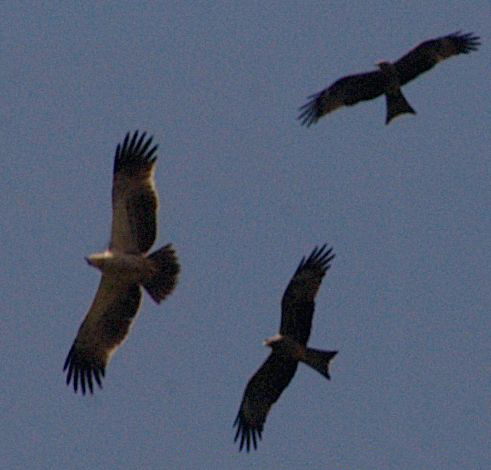
Aquila rapace in volo con due nibbi bruni (India).

Al di fuori della stagione di nidificazione, le aquile rapaci sono uccelli molto gregari. Dove il cibo è abbondante, questi uccelli formano grandi assembramenti che possono essere composti almeno da una ventina di individui. Tuttavia, in Etiopia, è raro avvistarne più di due o tre insieme. Generalmente trascorrono gran parte del tempo vicino a specchi d'acqua dove possono dissetarsi in tutta tranquillità. Durante il giorno, specialmente quando ci sono forti precipitazioni, le aquile rapaci restano appollaiate sugli alberi, altrimenti, con il bel tempo, si alzano in aria, soprattutto se le correnti termiche favoriscono la loro tecnica di volo planato. Come la maggior parte delle altre aquile, questi rapaci hanno un'attività diurna. La stragrande maggioranza delle popolazioni, sia in Africa che in Asia, sono sedentarie. Tuttavia, dopo la dispersione dal gruppo familiare, i giovani effettuano dei brevi spostamenti al di fuori dell'area di nidificazione.
Le aquile rapaci sono territoriali. La coppia occupa la stessa zona di influenza per diversi anni consecutivi e talvolta anche per più di un decennio. I territori sono piuttosto distanziati tra loro e qualsiasi sovrapposizione è rigorosamente impossibile. La loro superficie varia da 25 a 100 chilometri quadrati, ma la maggior parte delle volte misura tra 35 e 55 chilometri quadrati.
Le parate delle aquile rapaci sono note in ogni dettaglio, ma prima di tutto conviene precisare che questi rapaci sono monogami e stabiliscono legami coniugali che durano tutta la vita. Prima dell'accoppiamento, il maschio esegue un volo ondulato, poi i due partner planano assieme. Nel momento più cruciale della parata, si possono osservare voli circolari, da soli o in coppia, al di sopra del sito del nido. Il maschio può quindi effettuare delle discese in picchiata e la femmina può girargli intorno e presentare gli artigli, che lui può serrare con i suoi. L'accoppiamento ha sempre luogo in prossimità del nido o al suo interno.

### Alimentazione
Le aquile rapaci sono predatori molto opportunisti, che si nutrono di tutto ciò che riescono a trovare. La loro dieta è quasi esclusivamente carnivora: comprende una vasta gamma di piccoli mammiferi (principalmente roditori), uccelli (soprattutto gallinacei), rettili, insetti (comprese le termiti) e carogne di tutti i tipi. Frequentano regolarmente i bordi delle strade per approfittare degli animali uccisi dalle collisioni con i veicoli. Praticano il cleptoparassitismo ai danni di altre specie di rapaci, in particolare dei falchi giocolieri. Si avvicinano anche alle abitazioni, dove frugano regolarmente nei bidoni della spazzatura. Le aquile rapaci cacciano a partire dai posatoi, inseguendo le loro vittime in aria ed eventualmente camminando sul terreno. A volte si radunano in gran numero attorno agli incendi della boscaglia per catturare gli animali che fuggono in preda al panico. Sono predatori molto potenti: in Kenya, talvolta, riescono a uccidere piccole antilopi che pesano il doppio di loro. Cacciano anche serpenti velenosi; in Africa meridionale e Kenya alcuni serpenti sono stati identificati tra i cibi delle aquile: boa delle sabbie (Gongylophis colubrinus/Eryx colubrinus), giovani pitoni delle rocce africani (Python sebae), corridore della sabbia maculato (Psammophis punctulatus), serpente dal becco rossiccio (Rhamphiophis oxyrhynchus), cobra dal collare nero sputatore (Naja nigricollis), mamba nero (Dendroaspis polylepis), boomslang (Dispholidus typus) e vipera soffiante (Bitis arietans).

### Riproduzione

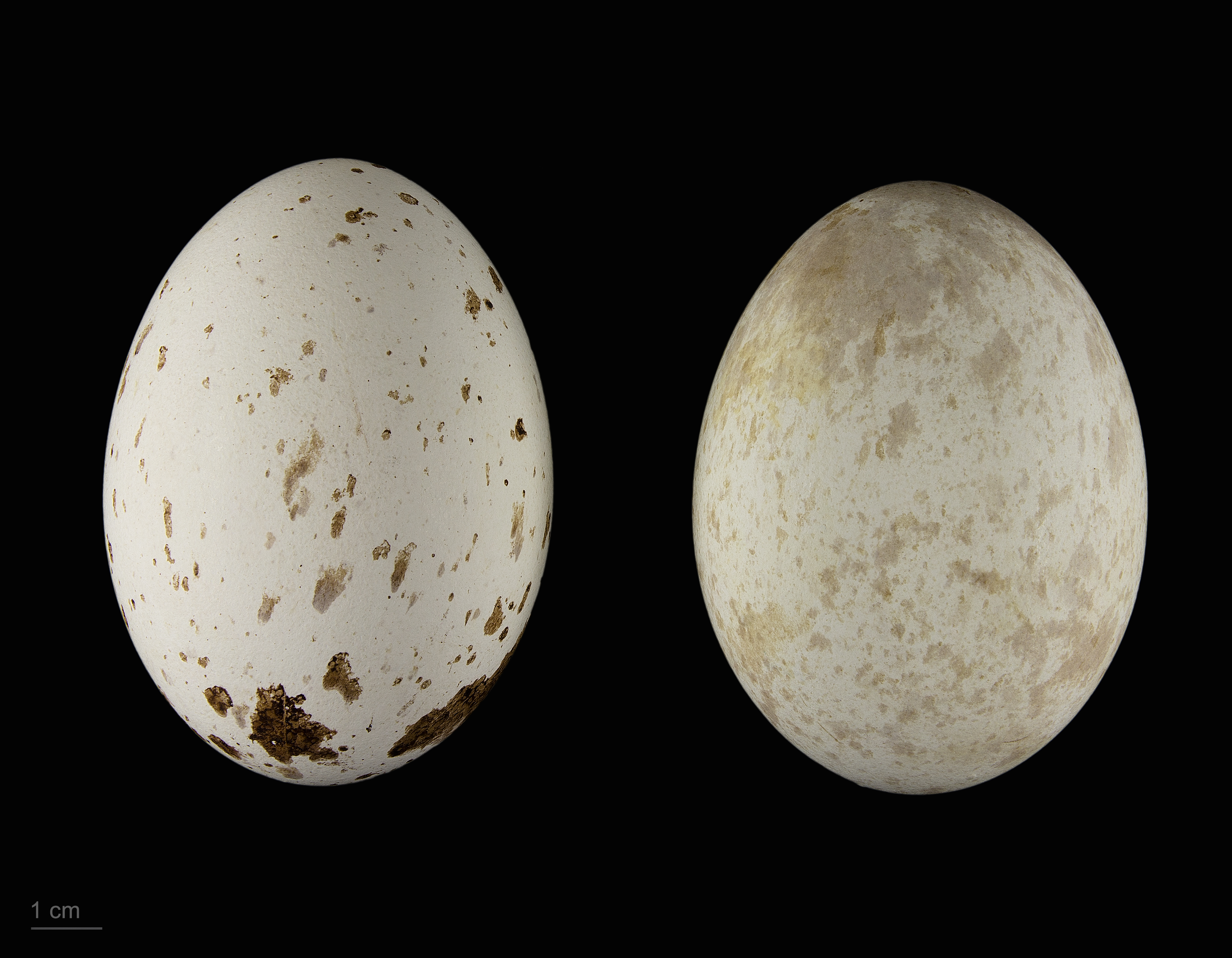
Aquila rapax

Le aquile rapaci nidificano solo una volta a stagione. Quest'ultima varia leggermente a seconda della regione, ma, in generale, ha luogo da aprile a luglio. Entrambi i partner collaborano assiduamente alla costruzione del nido. Il maschio si occupa della raccolta dei materiali e la femmina di assemblarli. Il nido è una larga piattaforma di rami, rivestita con erba e foglie fresche, situata in cima ad un'acacia. Nelle regioni dove non ci sono alberi, come il Karoo, in Sudafrica, la coppia installa generalmente la struttura su un palo del telefono. Il nido viene occupato per due o tre anni consecutivi, quindi viene abbandonato. La covata comprende generalmente due uova, ma molto spesso giunge all'età dell'involo un solo aquilotto, in quanto il piccolo più fragile viene quasi sempre ucciso dal fratello. Il periodo di incubazione dura 45 giorni. Il giovane aquilotto è nidicolo e resta nel nido tra 76 e 85 giorni. Nei primi giorni dopo la schiusa, viene nutrito quasi esclusivamente dal padre, ma verso i 15 giorni entrambi i genitori si alternano nel compito di fornire il cibo. Quando le uova sono due, i rapporti tra i pulcini sono molto aggressivi. I conflitti tra fratelli e la competizione per il cibo sono quasi sempre fatali per i più deboli. Il primo volo viene effettuato quando il superstite raggiunge l'età di 10 settimane. Quest'ultimo rimane dipendente dagli adulti per altre cinque settimane, ma alcuni giovani rimangono con i loro genitori fino all'inizio della stagione successiva.

## Distribuzione e habitat
In Etiopia è possibile osservare le aquile rapaci in tutti i tipi di habitat, fatta eccezione per i deserti veri e propri e le fitte foreste. In ogni parte del loro areale sono particolarmente comuni nelle zone aperte dove crescono le acacie, nelle savane leggermente alberate, nelle steppe e nelle praterie in cui crescono alcuni alberi sparsi. Nello Zambia sono presenti anche nelle regioni dove si trovano grandi animali e capi di bestiame. Nel subcontinente indiano le aquile rapaci occupano invece le pianure aride punteggiate di vegetazione, le foreste più secche e le zone coltivate. Diversamente che in Africa, dove possono essere avvistate anche nelle zone montuose, rimangono confinate nelle regioni di pianura e di bassa quota.
Le aquile rapaci sono ripartite in tre popolazioni ben separate l'una dall'altra. La prima popolazione vive nell'Africa nord-occidentale, e più precisamente nel Maghreb. Anche la seconda è diffusa nel continente africano, dalle regioni meridionali del Kenya e della Repubblica Democratica del Congo fino all'Angola, alla Namibia e al Sudafrica. La terza popolazione, invece, è esclusivamente asiatica e vive dall'Iran sud-orientale alla Birmania, passando per l'India e il Pakistan.

## Tassonomia
Vengono riconosciute ufficialmente tre sottospecie:
- A. r. vindhiana Franklin, 1831, diffusa nell'Iran sud-orientale, in Pakistan, in gran parte dell'India e nel Nepal meridionale; esemplari erratici vengono regolarmente segnalati in Birmania;
- A. r. belisarius (J. Levaillant, 1850), diffusa in Marocco e Algeria, nell'Arabia sud-occidentale e nell'Africa tropicale, attraverso le regioni orientali del continente, fino al Congo, alla Repubblica Democratica del Congo nord-orientale e al Kenya settentrionale;
- A. r. rapax (Temminck, 1828), diffusa dalla Repubblica Democratica del Congo sud-orientale e dal Kenya meridionale al Sudafrica a sud e all'Angola e alla Namibia ad ovest.

## Conservazione
Anche se da qualche tempo sta subendo un declino piuttosto significativo in Sudafrica, questo uccello è ancora abbastanza diffuso in tutto il suo territorio, subcontinente indiano compreso. Questo declino è dovuto principalmente ad avvelenamenti fortuiti o intenzionali, ai colpi delle armi da fuoco o all'annegamento nei serbatoi dell'acqua piovana. Numerosi rapaci rimangono uccisi anche ai bordi delle strade. La popolazione complessiva globale è stimata in circa 100.000 individui. Nel 1990, in Sudafrica, furono registrate 5000 coppie nidificanti, ma oggi il loro numero è certamente molto più basso.